# Nide
Nide (em turco: Niğde) é uma cidade e distrito do centro da Turquia. É a capital da província homónima e faz parte da região da Anatólia Central. O distrito tem 2 223 km² de área e em dezembro de 2021 tinha 234 118 habitantes (densidade: 105,3 hab./km²), dos quais 166 511 na cidade.
Os hititas chamaram-lhe Nahita, os gregos Nigdi e durante o Império Bizantino foi conhecida como Magida. Curiosamente, nigde significa "nenhures" em servo-croata e russo.
Está situada entre o maciço de Melendiz, onde se encontra o monte Haçane, um estratovulcão extinto a meio caminho entre Nide e Acsarai, a noroeste, e o maciço de Nide, parte do Antitauro, a sudeste, onde se situa o Parque Nacional de Aladağlar e onde existem várias minas abandonadas de ferro e antimónio. Atualmente ainda existem diversas pedreiras que exploram mármore de brancura cristalina.

## História
A cidade encontra-se numa região fértil, próxima de várias rotas antigas de comércio, entre as quais se destaca a estrada que ligava Cesareia (atual Caiseri) às Portas da Cilícia, a principal passagem nos montes Tauro entre o planalto central da Anatólia e as planícies costeiras da Cilícia, situada a norte de Tarso. Entre os antigos habitantes da região encontram-se hititas, assírios, gregos, romanos, bizantinos e, a partir de 1166, turcos. No início do século XIII, durante o Sultanato de Rum, Nide era uma das maiores cidades da Anatólia. Depois da queda daquele sultanato, Nide tornou-se independente e, de acordo com ibne Batuta (1304–1368), caiu em decadência. Só passou a fazer parte do Império Otomano durante o reinado de Maomé II, o Conquistador, na segunda metade do século XV.
Mais recentemente a região foi o destino de populações turcas deslocadas da Bulgária e de outros países dos Bálcãs, que aí foram estabelecidas pelas autoridades turcas nas décadas de 1950 e 1960.

## Atualidade
A Universidade de Nide abriu em 1996 e tem vindo a contribuir para o desenvolvimento cultural e social de uma cidade que, apesar de relativamente grande, tinha um ambiente marcadamente rural, servindo principalmente como local onde se encontravam as escolas, lojas e outras estruturas usadas pelas comunidades rurais próximas.

## Principais locais de interesse para o visitante nas imediações da cidade
- Montanhas do Antitauro (em turco: Aladağlar) e Bolkar, onde se pode praticar montanhismo e trekking
- Parque Nacional de Aladağlar
- Fontes termais de Çiftehan, no distrito de Ulukışla
- Mosteiro de Gümüşler, escavado na rocha no século X, 10 km a nordeste de Nide
- Antiga cidade de Tiana, na atual localidade de Kemerhisar do distrito de Bor, cuja existência remonta ao período hitita (2.º milénio a.C.), onde ainda se podem apreciar os aquedutos e uma piscina romana